# Gesetzliches Verbot
Ein gesetzliches Verbot ist im Recht ein Verbot, also die Anordnung eines Unterlassens, durch Rechtsnorm.

## Allgemeines
Verbietende Rechtsnormen können nationale Gesetze, Rechtsverordnungen, öffentlich-rechtliche Satzungen und Tarifverträge, Gewohnheitsrecht, Völkerrecht oder EU-Recht sein.
Das Verbot kann der Verbotsnorm explizit (z. B. „darf nicht“, „nicht statthaft“, „unzulässig“) oder ihrem Kontext durch Auslegung zu entnehmen sein. Reine Soll-Vorschriften („soll nicht“) sind kein Verbot. Auf den Gesetzeszweck kommt es an, wenn „kann nicht“ verwendet wird.
Das Verbot muss nicht ausnahmslos gelten; auch das repressive Verbot mit Befreiungsvorbehalt und das bloß präventive Verbot mit Erlaubnisvorbehalt sind Verbote.
Oftmals ist die Verbotsnorm straf- oder bußgeldbewehrt; auch die bloße Sanktionsnorm, beispielsweise im besonderen Teil des Strafgesetzbuchs, stellt ein gesetzliches Verbot dar.

## Bedeutung im deutschen Privatrecht
Mit einem Verbot kann eine Rechtsnorm bestimmte Rechtsgeschäfte oder Handlungen untersagen, § 134 BGB (ähnlich in Österreich § 879 ABGB, in der Schweiz Art. 20 OR). Ein Verbotsgesetz liegt dann vor, wenn die Vornahme eines (nach der Rechtsordnung eigentlich möglichen) Rechtsgeschäfts mit Rücksicht auf seinen Inhalt, auf einen von der Rechtsordnung missbilligten Erfolg oder auf die besonderen Umstände, unter denen es vorgenommen wurde, untersagt wird. Außerdem muss es sich um eine zwingende, also unabdingbare Vorschrift handeln.

### Anwendungsbereich von § 134 BGB
Vom Anwendungsbereich des § 134 BGB sind prinzipiell ausgeschlossen:
- Normen, die bereits für sich die Nichtigkeit des Rechtsgeschäfts zur Folge haben, insbesondere Beschränkungen der Verfügungsmacht, also des rechtlichen Könnens.
- ausländische Normen. Sie können aber als Eingriffsnormen nach Art. 9 Abs. 3 Rom-I-VO im Wege einer Sonderanknüpfung Berücksichtigung finden (früher faktische Berücksichtigung als sittenwidrig, § 138 BGB.[4] Umgekehrt werden bei Geltung ausländischen Sachrechts deutsche Verbotsgesetze nach Art. 9 Abs. 2 Rom-I-VO berücksichtigt.)

### Rechtsfolgen
Bei Verstoß gegen ein gesetzliches Verbot kann das Privatrecht verschiedene Rechtsfolgen vorsehen. Nach § 134 BGB ist ein Rechtsgeschäft, das gegen ein gesetzliches Verbot verstößt, nichtig, wenn sich nicht aus dem Gesetz ein anderes ergibt. Andere mögliche Konsequenzen sind beispielsweise Teilnichtigkeit oder Geltung eines gesetzlichen Leitbildes; auch die vollständige Geltung des Rechtsgeschäfts ist möglich. Maßgeblich sind stets Wortlaut und Zweck der Verbotsnorm.
Indizien zur Beurteilung der Wirksamkeit bzw. Unwirksamkeit:
- Sind durch sog. Ordnungsvorschriften nicht die Inhalte, sondern nur die äußeren Umstände eines Rechtsgeschäfts missbilligt, bleibt das Rechtsgeschäft in der Regel gültig.[6]

- Der Verstoß gegen ein einseitiges Verbotsgesetz, das sich nur an eine der an dem Rechtsgeschäft beteiligten Personen richtet, lässt die Gültigkeit des Rechtsgeschäfts in der Regel unberührt.[7] Gleichwohl kann das Geleistete u. U. zurückgefordert werden (§ 817 S. 1 BGB, Condictio ob turpem vel iniustam causam; Beispiel: Erpressungsgeld).[8] Ausnahmsweise kann auch bei einseitigem Gesetzesverstoß Unwirksamkeit eintreten (Beispiel: Verstoß gegen Verschwiegenheitspflicht, § 203 StGB).[9]

- Der Verstoß gegen ein beiderseitiges Verbotsgesetz führt regelmäßig zur Nichtigkeit des verbotswidrigen Rechtsgeschäfts. Das gilt insbesondere, wenn beide Teile gegen ein straf- oder bußgeldbewehrtes Verbot verstoßen.[10] Auch wenn der Verstoß des einen Teils vom anderen bewusst ausgenutzt wird, kann Nichtigkeit eintreten.[11]

Im Allgemeinen genügt für die Nichtigkeit der objektive Verstoß; bei Strafdrohung muss jedoch grundsätzlich subjektiv schuldhaftes Verhalten gegeben sein, wobei wiederum Ausnahmen bestehen.
Die Nichtigkeit betrifft grundsätzlich nur das schuldrechtliche Verpflichtungsgeschäft, während das Erfüllungsgeschäft wirksam bleibt; der Ausgleich erfolgt dann nach Bereicherungsrecht (Condictio indebiti). Erfordert es jedoch der Zweck der Verbotsnorm, so sind sowohl Verpflichtungs- als auch Erfüllungsgeschäft als unwirksam zu behandeln.
Besonderheiten gelten beim Verstoß gegen Preisvorschriften wie etwa § 5 WiStG (Mietwucher) oder § 291 StGB (Wucher). In diesen Fällen führt ein Verstoß zur Teilnichtigkeit, soweit es den überhöhten Preis betrifft; im Übrigen bleibt der Vertrag wirksam („geltungserhaltende Reduktion“). Auf welches Maß reduziert wird, entweder auf den gerade noch zulässigen Preis oder den ortsüblichen Preis, ist umstritten.
Zwingende (bzw. halbzwingende) Normen beinhalten in der Regel ein Verbot der Umgehung. Ein Umgehungsgeschäft liegt vor, wenn durch abweichende rechtliche Gestaltung der Zweck einer Rechtsnorm vereitelt würde. Insbesondere im Rahmen des EU-rechtlich geprägten Verbraucherschutzes geht das Gesetz oftmals ausdrücklich auf die Umgehung ein. Handelt es sich bei der zwingenden Norm um ein Verbot, das nach Nichtigkeit verlangt, so ist auch das Umgehungsgeschäft nichtig. Handelt es sich dagegen um ein Gebot, das zwingend nach Beachtung verlangt, so ist das Geschäft in der Regel teilnichtig, und an die Stelle des nichtigen Teils tritt der gesetzlich gewollte Inhalt. – Umstritten ist, ob ein Umgehungsgeschäft Absicht erfordert oder ob die objektive Umgehung ausreicht. Nach Ansicht der Rechtsprechung und der herrschenden Meinung in der Literatur liegt eine Gesetzesumgehung auch dann vor, wenn die Vertragsparteien nicht oder nicht nachweislich in Umgehungsabsicht handeln.